# Żuk
A Żuk (kiejtve: Zsuk, magyarul: bogár) a lengyelországi Lublinban az FSC vállalat által gyártott járműmárka. Az első Żuk típusú jármű 1951. november 7-én, míg az utolsó 2001-ben hagyta el a gyártósort.

## Története

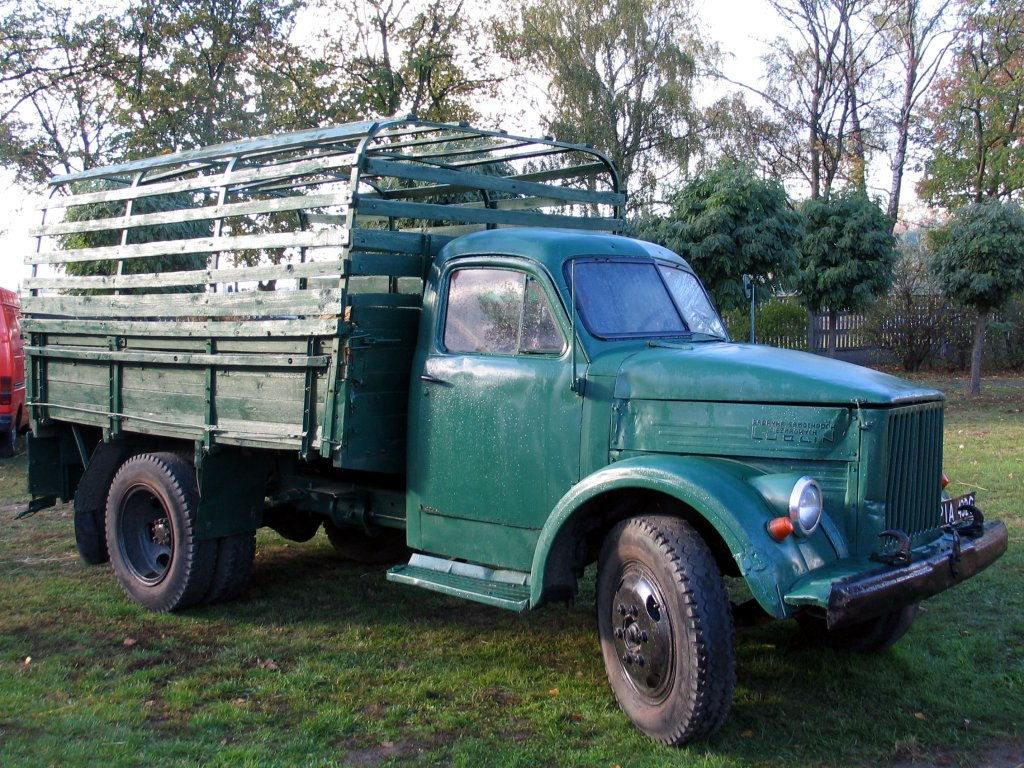
Lublin–51 tehergépkocsi

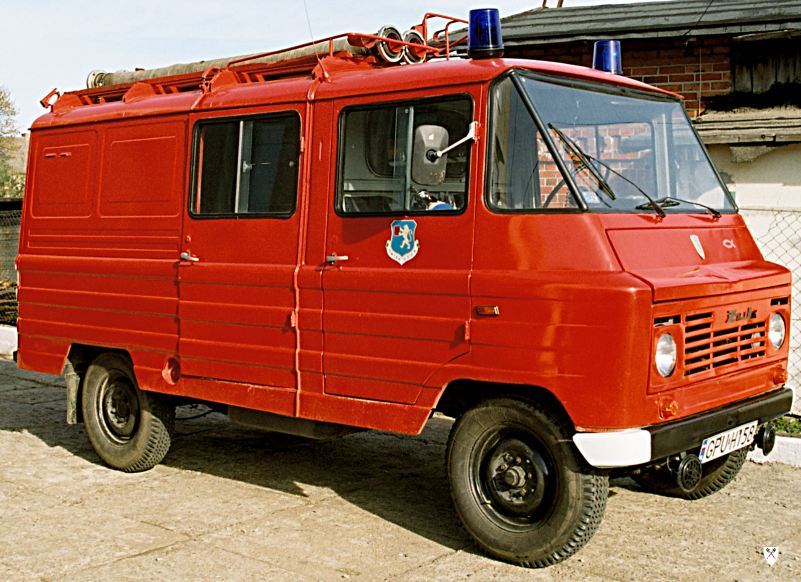
Żuk kisteherautó a tűzoltóság szolgálatában

Az első modellek terveit a Chevrolet gyártól egy orosz cég vette meg, mely aztán továbbadta azt a varsói FSO autógyárnak, melynek részeként alakult a Żuk gyár 1950-ben, kizárólag tehergépjárművek készítésére. Az első példány az ezen licenc alapján gyártott Lublin-51-es típusú katonai teherautó 1951. november 7-én hagyta el a gyártószalagot.
1958-tól kezdve már saját konstrukción és technológián alapuló típusokat gyártottak, 2,5 tonna össztömegű, 900–1100 kg terhelésű első Żuk haszongépjárműveket. 1963 és 1970 között a cseh Avia céggel létrejött együttműködés keretében összesen 4500 darab Skot elnevezésű páncélozott szállítójárművet is gyártottak. A „klasszikus” Żuk kisteherautó (lásd a jobb oldali képen) kifejlesztését 1955–1956 között vitték végbe. Ebből a típusból a legutolsó, szám szerint az 587 500-adik, 1998. február 13-án gördült ki a gyárból. Elsősorban állami szerveknek (főleg a tűzoltóság és különböző bányászszervezetek számára) készült, de népszerű lett a magánszemélyek körében is, melynek köszönhetően (a Nysával ellentétben) az 1989 utáni lengyel (és kelet-európai) piacgazdaságban talpon tudott maradni.
1993 októberében indult be a Lublin 33-as gépkocsi szériagyártása, amit a gyár saját kutató-fejlesztő központja fejlesztett ki. 1993–1995 között a Peugeot Automobile konszernnel létrejött megállapodás keretében a lublini gyárban 3500 Peugeot 405-ös gépkocsit szereltek össze. A szerződés lejárta után a gyárat a dél-koreai Daewoo Corporation és Daewoo Heavy Industries Co. vásárolta meg 1995 júniusában, mely révén 1995 októberében a Żuk gyár nevet változtatott, immáron Daewoo Motor Polska néven működött tovább. A cég még 1995 decemberében elindította a Daewoo Nexia gyártását, melyből összesen 40 000-et készítettek itt.
1996-ban megvásárolták a Honker lengyelországi gyártási jogát a poznańi FSR cégtől, így 1997-ben a Lublin 33-as modernizált változata (Lublin II név alatt) mellett Daewoo Honker terepjárókat is gyártottak.
1998-ban kezdődött a Daewoo Musso és Korando típusú személyautóinak és terepjáróinak összeszerelése. 1999 áprilisában modernizálták és újból piacra dobták a Lublin kisteherautót Lublin 3 néven. Mindezek ellenére a cég veszteséges maradt és 2001 októberében fizetésképtelenné vált.
Bár még nem szűnt meg, a gyártás végleg befejeződött, a cég ingatlanjainak eladása után pedig végleg lehúzza rolóját.

## Külső hivatkozások
- Lublin 3-as tesztje a Totalcar oldalain
- Egy, a képen látható tűzoltóság számára gyártott Zsuk tesztelése a Totalcar oldalain
- Daewoo Honker tesztelése a Totalcar oldalain